# کارل ورنر (بازیکن فوتبال)
کارل ورنر (انگلیسی: Karl Werner؛ زادهٔ ۲۱ ژوئیهٔ ۱۹۶۶) بازیکن فوتبال اهل آلمان است.
از باشگاه‌هایی که در آن بازی کرده‌است می‌توان به باشگاه فوتبال سن پائولی و باشگاه فوتبال فورتونا دوسلدورف اشاره کرد.